# Fender Eric Clapton Stratocaster

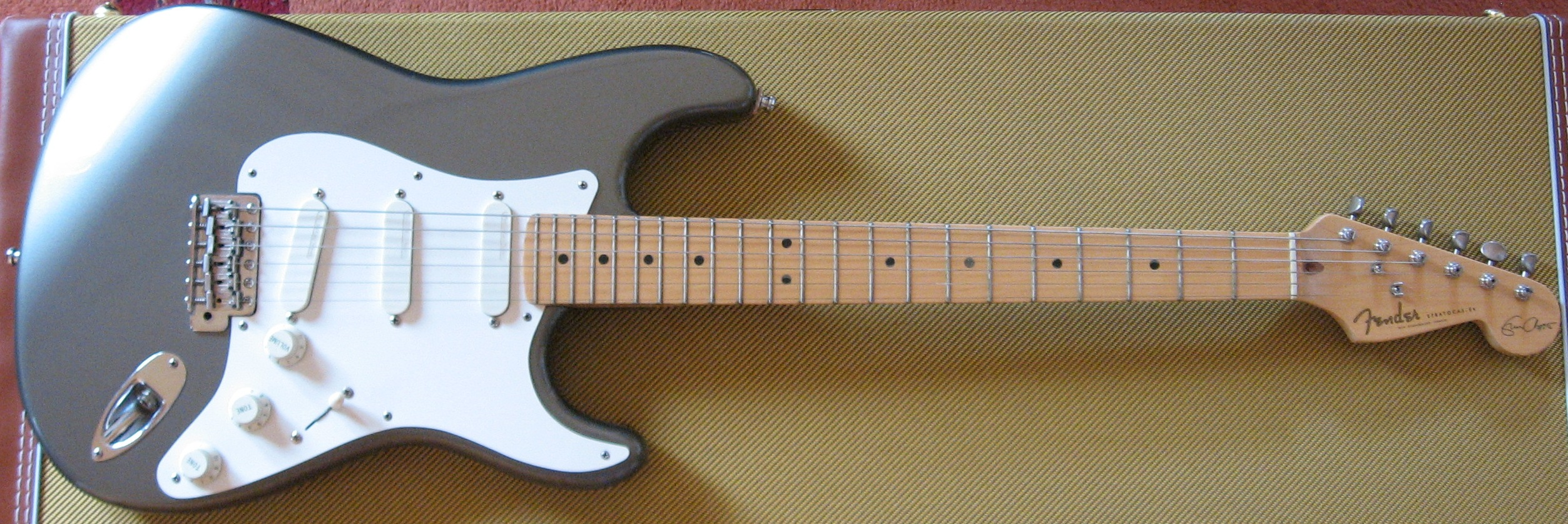
Fender Eric Clapton Stratocaster 1988.

La guitare Fender Eric Clapton Stratocaster est un modèle de guitare électrique signé par Eric Clapton. Il s'agit du premier modèle de guitare signé produit par Fender.

## Contexte
Dans les années 1960, Eric Clapton joue dans les Yardbirds et Cream avec différents modèles de guitares Fender et Gibson. En 1970, pour l'album Layla and Other Assorted Love Songs avec Derek and the Dominos, Clapton commence à utiliser une Stratocaster tobacco sunburst de 1956 qu'il surnomme Brownie (en) et qu'il a acheté en mai 1967 pendant qu'il est encore membre de Cream. 

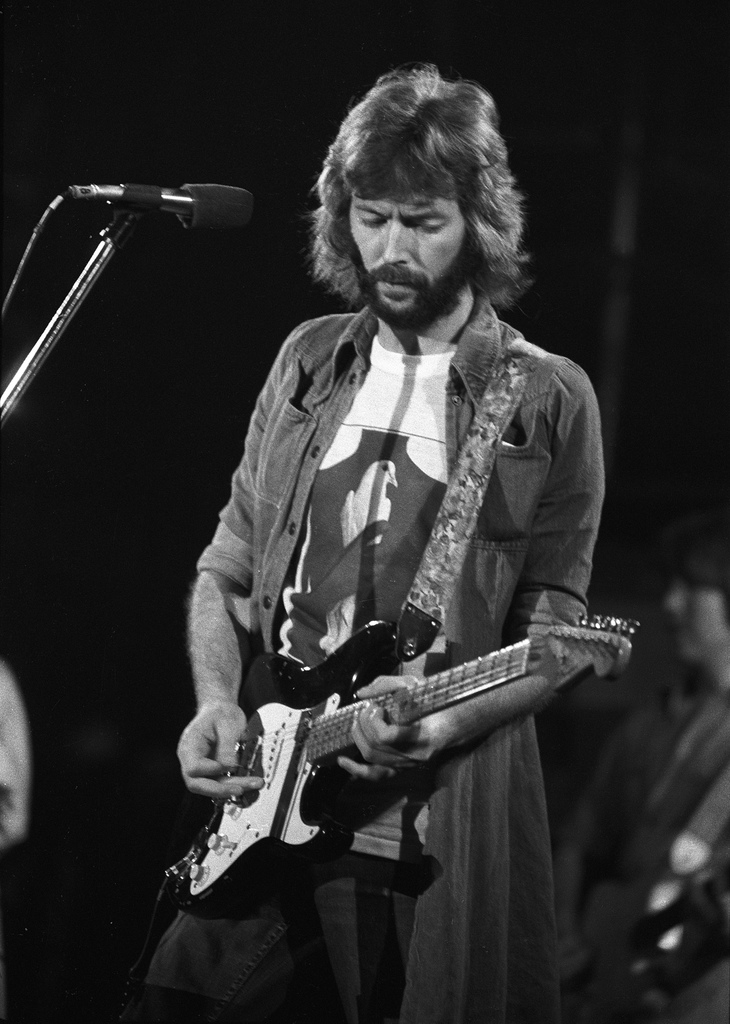
Eric Clapton jouant avec Blackie.

Pendant qu'il est en tournée avec les Dominos, Clapton se rend au Sho-Bud Music à Nashville où il achète six Stratocasters du milieu des années 1950 pour environ 100 dollars chacune. À son retour au Royaume-Uni, il en offre une à George Harrison, une à Pete Townshend une troisième à Steve Winwood. Les trois restantes ont des qualités que Clapton combine pour fabriquer une unique guitare : il prend le corps d'une Stratocaster noire de 1956 dont il aime l'allure le look, le manche d'une Stratocaster de 1957 dont il aime le toucher et l'électronique d'une autre Stratocaster qui sonne mieux que les autres, pour construire Blackie qui sera son principal instrument de 1970 à 1985.
En 1985, Dan Smith contacte Clapton pour la création d'un modèle signé, construit selon ses propres spécifications. Clapton demande à Fender de faire une guitare avec un manche en forme de V comme sur sa guitare acoustique Martin et avec un son compressé pour les micros.
En se fondant sur les indications de Clapton, Fender réalise deux prototypes : un avec un manche respectant les mesures prises sur Blackie et un autre avec une forme en V légèrement plus douce que Clapton préfère finalement. Les deux prototypes utilisent une partie électronique basée sur celle de l'Elite Stratocaster (en) avec son circuit mid-boost 12 dB MDX dont le but est de rendre le son du bobinage simple de la Stratocaster assez proche à celui d'un humbucker. Clapton aime le circuit actif mais souhaite une plage dynamique plus large, ce qui mène Fender à remplacer les micros de l'Elite par des micros Lace Sensor (en) "Gold" et à effectuer une mise à jour du circuit MDX, qui est modifié pour amplifier jusqu'à 25 dB autour des 500 Hz.

## Note
- (en) Cet article est partiellement ou en totalité issu de l’article de Wikipédia en anglais intitulé « Fender Eric Clapton Stratocaster » (voir la liste des auteurs).